# Lamia Eddinari
Lamia Eddinari, née le 19 juillet 1999, est une judokate marocaine.

## Carrière
Lamia Eddinari évolue dans la catégorie des moins de 52 kg. Elle est médaillée de bronze aux Jeux africains de 2019 à Rabat.

## Palmarès
| Année | Compétition                                | Lieu       | Résultat | Catégorie      |
| ----- | ------------------------------------------ | ---------- | -------- | -------------- |
| 2016  | Championnats d'Afrique cadets              | Casablanca | 1re      | Moins de 57 kg |
| 2019  | Championnats d'Afrique des moins de 21 ans | Dakar      | 1re      | Moins de 52 kg |
| 2019  | Jeux africains                             | Rabat      | 3e       | Moins de 52 kg |

## Famille
Elle est la sœur jumelle de Chaimae Eddinari.